# Comté de Stutsman
Le comté de Stutsman est un des 53 comtés du Dakota du Nord, aux États-Unis. 
Siège et plus grande ville : Jamestown.

## Démographie
| 1880  | 1890  | 1900  | 1910   | 1920   | 1930   |
| ----- | ----- | ----- | ------ | ------ | ------ |
| 1 007 | 5 266 | 9 143 | 18 189 | 24 575 | 26 100 |

| 1940   | 1950   | 1960   | 1970   | 1980   | 1990   |
| ------ | ------ | ------ | ------ | ------ | ------ |
| 23 495 | 24 158 | 25 137 | 23 550 | 24 154 | 22 241 |

| 2000   | 2010   | - | - | - | - |
| ------ | ------ | - | - | - | - |
| 21 908 | 21 100 | - | - | - | - |